# Mortagne-au-Perche
Mortagne-au-Perche ist eine französische Gemeinde mit 3857 Einwohnern (Stand 1. Januar 2022) im Département Orne in der Region Normandie; sie ist Verwaltungssitz des Arrondissements Mortagne-au-Perche und gehört zum Kanton Mortagne-au-Perche.

## Lage
Die Kleinstadt Mortagne-au-Perche liegt am Rand des Regionalen Naturparks Perche im Einzugsgebiet der Huisne an der autobahnartig ausgebauten Route nationale 12, etwa 40 Kilometer östlich von Alençon.

## Bevölkerungsentwicklung
| Jahr                       | 1962 | 1968 | 1975 | 1982 | 1990 | 1999 | 2006 | 2012 | 2021 |
| -------------------------- | ---- | ---- | ---- | ---- | ---- | ---- | ---- | ---- | ---- |
| Einwohner                  | 3909 | 4322 | 4877 | 4851 | 4584 | 4513 | 4210 | 4059 | 3815 |
| Quellen: Cassini und INSEE |      |      |      |      |      |      |      |      |      |

## Kultur und Sehenswürdigkeiten
Mortagne-au-Perche veranstaltet jährlich im März ein Fest der Blutwurst.
- Kirche Notre-Dame
- Kirche Saint-Germain im 'Ortsteil Löisé
- Schloss La Forgotterie
- Kapelle des ehemaligen Klarissinnen-Klosters  Saint-François

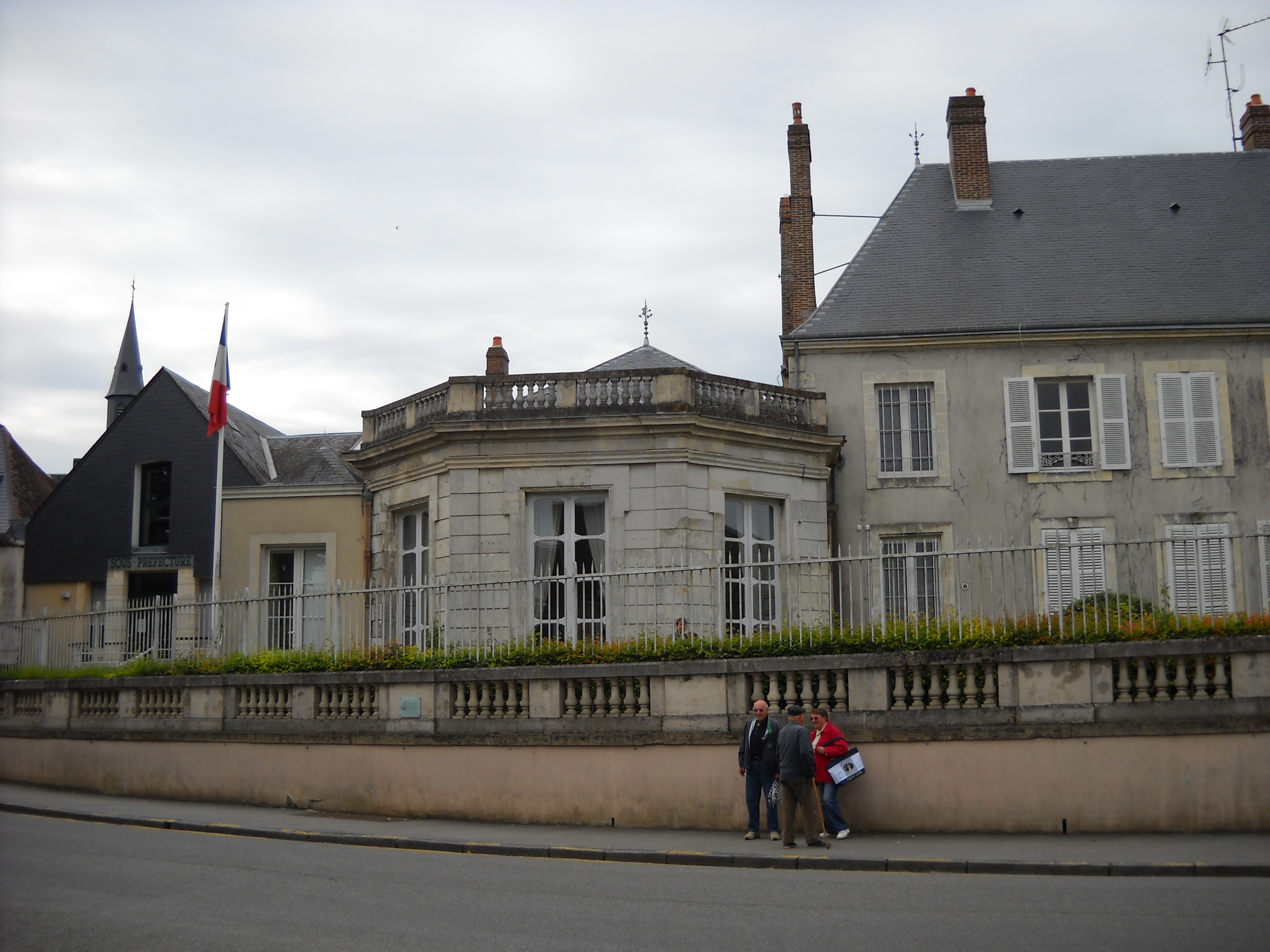
Unterpräfektur des Départements Orne
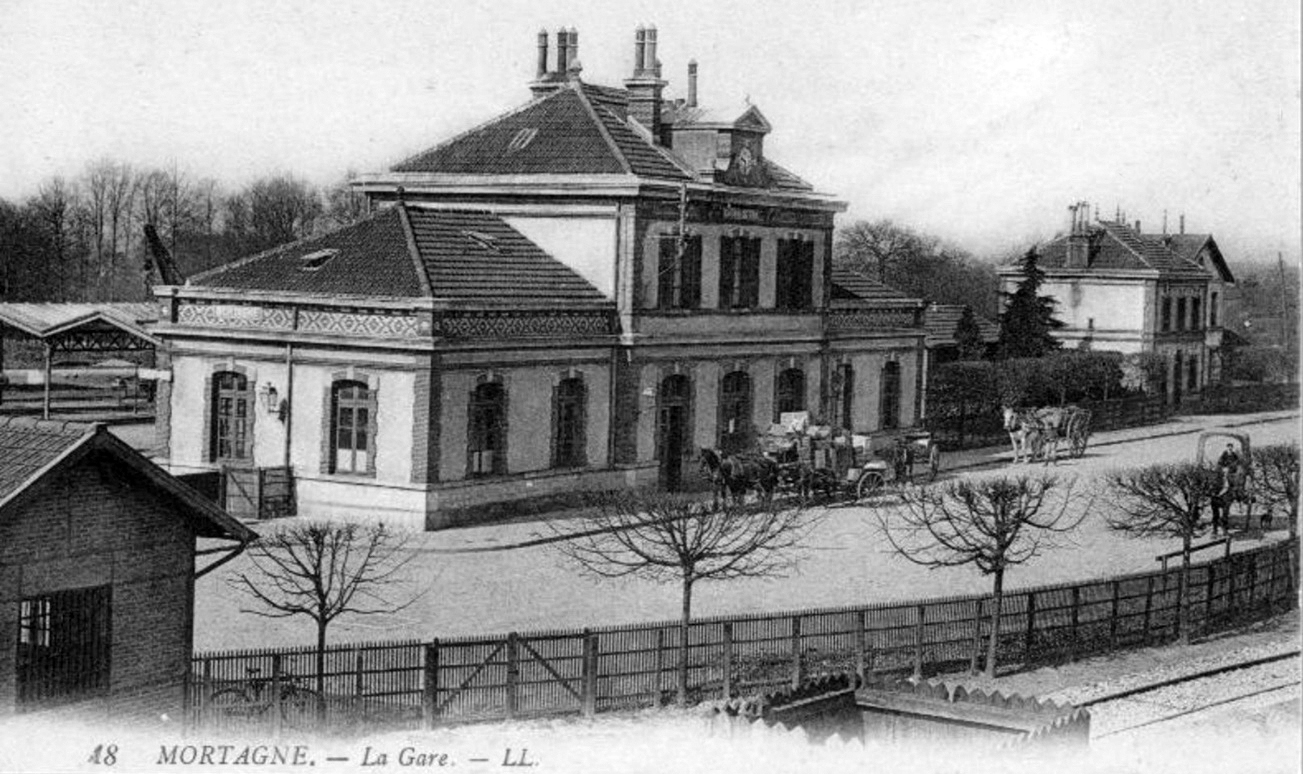
Bahnhof um 1930
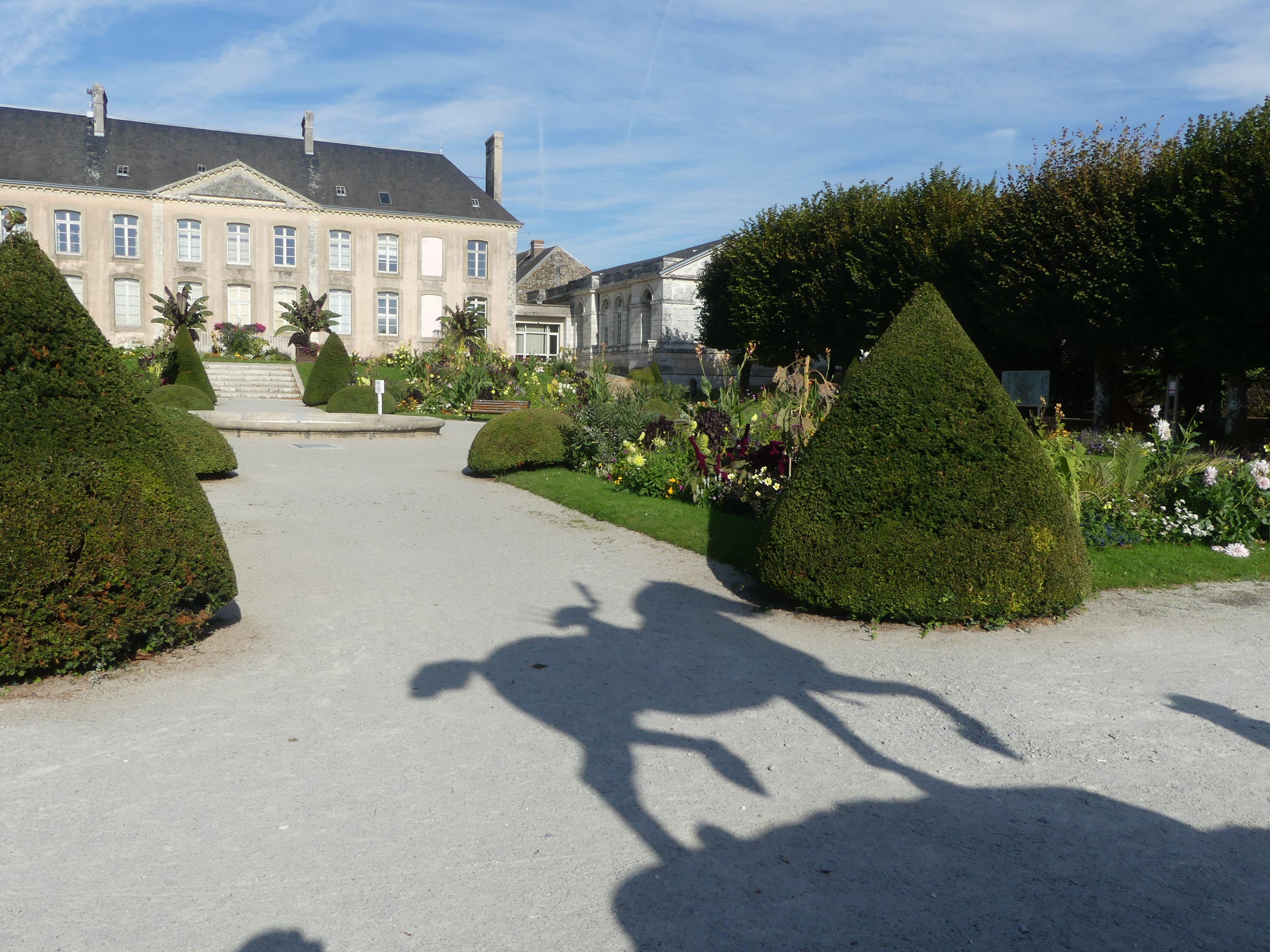
Schatten der Neptunstatue im Rathauspark

## Städtepartnerschaften
Partnerstädte von Mortagne-au-Perche sind Mopti in Mali, Boucherville in der kanadischen Provinz Québec (seit 1967) und Wietmarschen in Niedersachsen.

## In Mortagne geborene Persönlichkeiten
- Joseph de Puisaye (1755–1827), Adelsvertreter bei den Generalständen 1789
- Jules Clément Chaplain (1839–1909), Medailleur
- Émile Chartier, genannt Alain (1868–1951), Philosoph
- Marie Glory (1905–2009), Filmschauspielerin
- Ernest Granger (1844–1914), Politiker
- Claude Simonet (1930–2023), Fußballspieler und Fußballfunktionär
- Alex Capus (* 1961), Schweizer Journalist und Schriftsteller